# Friday Night Dinner
Friday Night Dinner est une sitcom britannique créée par Robert Popper en 2011.

## Synopsis
Chaque vendredi soir, dans la banlieue du North London, la famille Goodman se réunit autour d'un repas à l'occasion du Shabbat. Ces moments de réunion sont à chaque fois rythmés par des événements en tout genre.

## Distribution
Personnages principaux
- Tamsin Greig : Jacqueline « Jackie » Goodman, la mère
- Paul Ritter : Martin Goodman, le père
- Simon Bird : Adam Goodman, le fils aîné
- Tom Rosenthal : Jonathan « Jonny » Goodman, le benjamin
- Mark Heap : Jim Bell, le voisin des Goodman

Personnages récurrents
- Frances Cuka : Eleanor « Nelly » Buller, la mère de Jackie
- Tracy Ann Oberman (en) : Valerie « Val » Lewis, la meilleure amie de Jackie

## Épisodes
| Saison | Épisodes | Première diffusion | Dernière diffusion |
| ------ | -------- | ------------------ | ------------------ |
| 1      | 6        | 25 février 2011    | 8 avril 2011       |
| 2      | 7        | 7 octobre 2012     | 24 décembre 2012   |
| 3      | 6        | 20 juin 2014       | 25 juillet 2014    |
| 4      | 6        | 22 juillet 2016    | 26 août 2016       |
| 5      | 6        | 4 mai 2018         | 8 juin 2018        |
| 6      | 6        | 27 mars 2020       | 1er mai 2020       |

## Friday Night Dinner(États-Unis)
En 2012, Ken Kwapis réalise un épisode pilote écrit par Greg Daniels pour la chaîne américaine NBC avec Allison Janney et Tony Shalhoub dans les rôles de la mère et du père, mais cette adaptation ne débouche pas sur un remake de la série aux États-Unis.